# Palais Széchényi

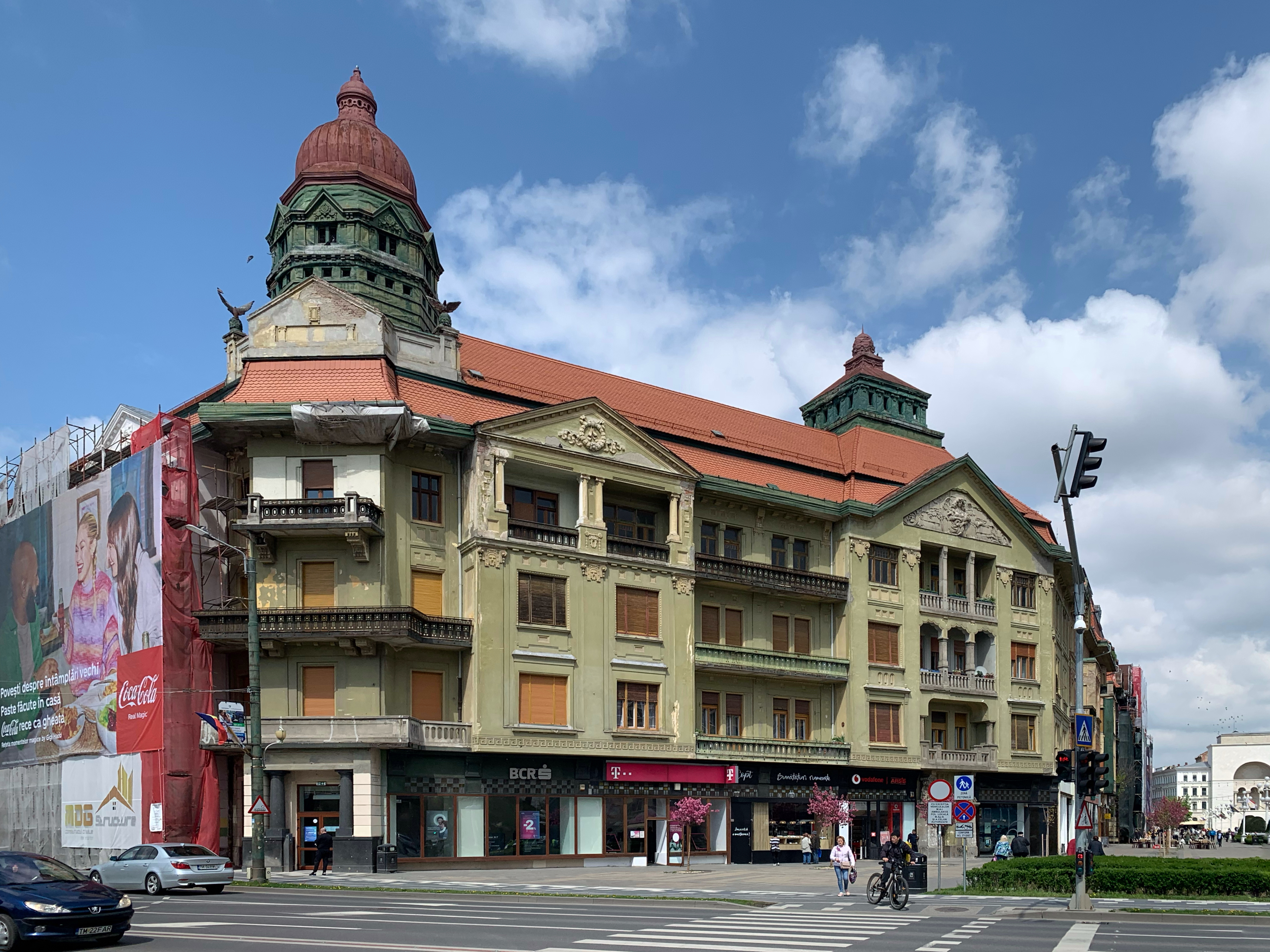
Palais Széchényi, 2023

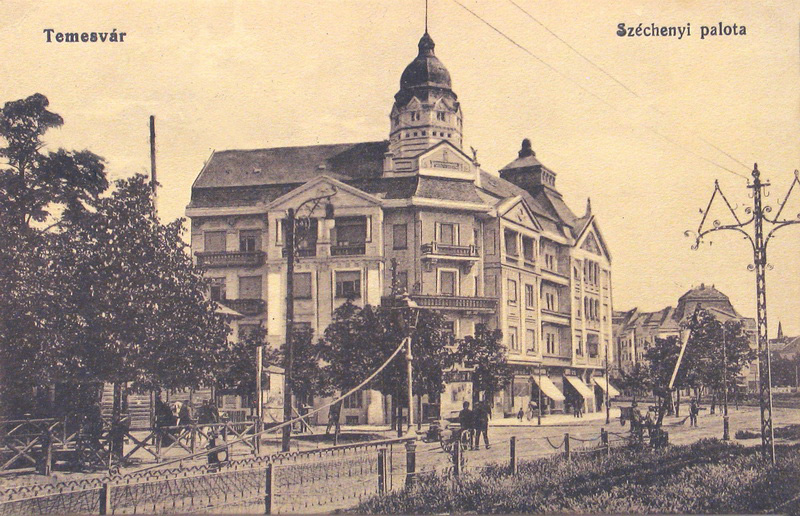
Das Palais Széchényi kurz nach seiner Errichtung, im Vordergrund der ehemalige Bahnübergang

Das Palais Széchényi (rumänisch Palatul Széchényi) ist ein denkmalgeschütztes dreistöckiges Gebäude an der Piața Victoriei der westrumänischen Stadt Timișoara. Die Zeitung Evenimentul Zilei bezeichnete das Palais als das „schönste Gebäude im Stadtzentrum Timișoaras“.

## Geschichte
Die Széchényi Gesellschaft ließ das Palais zwischen 1900 und 1914 nach den Plänen des Architekten László Székely bauen. Der Baustil ist eklektizistisch, mit Elementen des Barocks und des Jugendstils (Wiener Secession).
Das Gebäude wurde mit drei Aufzügen bestückt. Das Parterre wurde 1914 zur Schaffung von zusätzlichem Geschäfts- und Büroraum umgestaltet. 1916 wurde der Büroraum der Firma Széchényi, einer Aktiengesellschaft, durch Landzukauf um weitere 16 m² erweitert.
Zwischen 1960 und 1990 wurde hier das Selbstbedienungsrestaurant Express mit Hausmannskost in bescheidenem Ambiente betrieben. Heute besteht das Parterre wieder aus einer Reihe von Geschäftsräumen, darunter die beliebte Konditorei Violeta, die Helios Kunstgalerie sowie die Millennium Bank. Aus einem der Fenster wurden während der Rumänischen Revolution 1989 die Geschehnisse vor der Kathedrale der Heiligen drei Hierarchen gefilmt.
Das dreigeschossige Gebäude hat einen Eckrisalit über dem Eingang, der in einem Dachtürmchen endet und drei Fassadenrisalite mit Dreiecksgiebel, welche die Balkone und Fensterachsen umrahmen.